# Alemania en la Eurocopa 1996
La Selección de fútbol de Alemania fue uno de los 16 equipos participantes en la Eurocopa 1996, que se llevó a cabo entre el 8 y el 18 de junio de 1996 en Inglaterra.
Alemania se clasificó tras finalizar primero del grupo 7 la eliminatoria, imponiéndose a Bulgaria por tres puntos encima. Le fue asignado el grupo C, junto con Italia, República Checa y Rusia. En el primer encuentro venció a la selección checoslovaca por 2:0 con goles de Christian Ziege y Andreas Möller. En el segundo encuentro se impusieron a Rusia por 3:0 con una destacada participación de Jürgen Klinsmann, quien marcó doblete y Matthias Sammer. En el último compromiso del grupo, empató sin anotaciones con Italia, así terminaron como primeros del grupo.
En cuartos de final se impusieron 2:1 a Croacia, en el cual nuevamente Klinsmann y Sammer marcaron los tantos para el triunfo germano, mientras el croata Davor Šuker marcó para su equipo.
En semifinales eliminaron a la selección anfitriona, Inglaterra, luego de empatar el partido que iniciaron abajo en el marcador con gol a los tres minutos de Alan Shearer, Stefan Kuntz empató al minuto 16'. El partido prosiguió a la prórroga y enseguida a los penales, los ingleses erraron en muerte súbita un tiro de Gareth Southgate, mientras los alemanes con el penal de Möller acertaron todos sus tiros y avanzaron a la final.
La final de fue disputada el 30 de junio de 1996, en el Estadio de Wembley de Londres. Alemania enfrentó nuevamente a la selección de República Checa, tras el primer encuentro en la primera fase se enfrentaron en un único partido de 95 minutos. En la primera parte los dos selectivos se mantuvieron equilibrados, pero en la segunda parte República Checa marcó un gol de penalti de Patrik Berger en el 59'. Sin embargo los alemanes reaccionaron al ingresar de cambio a Oliver Bierhoff. En el minuto 73' Bierfhoff metió el gol del empate para Alemania. Solo hubo una primera parte de prórroga porque Oliver Bierhoff marcó el gol de oro para Alemania en el minuto 95'. La invicta selección de Alemania se coronó así por tercera vez como campeona de la Eurocopa tras la Eurocopa 1980, rompiendo una sequía de 16 años sin ganarla.

## Clasificación
| Equipo   | Pts | PJ | PG | PE | PP | GF | GC | Dif |
| -------- | --- | -- | -- | -- | -- | -- | -- | --- |
| Alemania | 25  | 10 | 8  | 1  | 1  | 27 | 10 | 17  |
| Bulgaria | 22  | 10 | 7  | 1  | 2  | 24 | 10 | 14  |
| Georgia  | 15  | 10 | 5  | 0  | 5  | 14 | 13 | 1   |
| Moldavia | 9   | 10 | 3  | 0  | 7  | 11 | 27 | -16 |
|          |     |    |    |    |    |    |    |     |
| Gales    | 8   | 10 | 2  | 2  | 6  | 9  | 19 | -10 |
| Albania  | 8   | 10 | 2  | 2  | 6  | 10 | 16 | -6  |

| Fecha                   | Lugar          |          |                     | Resultado |                     |          |
| ----------------------- | -------------- | -------- | ------------------- | --------- | ------------------- | -------- |
| 16 de noviembre de 1994 | Tirana         | Albania  | Bandera de Albania  | 1:2 (1:1) | Bandera de Alemania | Alemania |
| 14 de diciembre de 1994 | Chisináu       | Moldavia | Bandera de Moldavia | 0:3 (0:2) | Bandera de Alemania | Alemania |
| 18 de diciembre de 1994 | Kaiserslautern | Alemania | Bandera de Alemania | 2:1 (2:0) | Bandera de Albania  | Albania  |
| 29 de marzo de 1995     | Tiflis         | Georgia  | Bandera de Georgia  | 0:2 (0:2) | Bandera de Alemania | Alemania |
| 26 de abril de 1995     | Düsseldorf     | Alemania | Bandera de Alemania | 1:1 (1:1) | Bandera de Gales    | Gales    |
| 7 de junio de 1995      | Sofía          | Bulgaria | Bandera de Bulgaria | 3:2 (1:2) | Bandera de Alemania | Alemania |
| 6 de septiembre de 1995 | Núremberg      | Alemania | Bandera de Alemania | 4:1 (1:1) | Bandera de Georgia  | Georgia  |
| 8 de octubre de 1995    | Leverkusen     | Alemania | Bandera de Alemania | 6:1 (3:0) | Bandera de Moldavia | Moldavia |
| 11 de octubre de 1995   | Cardiff        | Gales    | Bandera de Gales    | 1:2 (0:0) | Bandera de Alemania | Alemania |
| 15 de noviembre de 1995 | Berlín         | Alemania | Bandera de Alemania | 3:1 (0:0) | Bandera de Bulgaria | Bulgaria |

### Goleadores
| Jugador          | Goles | PJ |
| ---------------- | ----- | -- |
| Jürgen Klinsmann | 9     | 10 |
| Ulf Kirsten      | 3     | 5  |
| Andreas Möller   | 3     | 8  |
| Lothar Matthäus  | 2     | 3  |
| Matthias Sammer  | 2     | 7  |
| Christian Ziege  | 1     | 4  |
| Heiko Herrlich   | 1     | 5  |
| Thomas Strunz    | 1     | 6  |
| Markus Babbel    | 1     | 7  |
| Thomas Helmer    | 1     | 8  |
| Thomas Hässler   | 1     | 8  |

## Jugadores
| #  | Nombre           | Posición      | Club                |
| -- | ---------------- | ------------- | ------------------- |
| 1  | Andreas Köpke    | Portero       | Eintracht Frankfurt |
| 2  | Stefan Reuter    | Defensa       | Borussia Dortmund   |
| 3  | Marco Bode       | Mediocampista | Werder Bremen       |
| 4  | Steffen Freund   | Mediocampista | Borussia Dortmund   |
| 5  | Thomas Helmer    | Defensa       | FC Bayern de Múnich |
| 6  | Matthias Sammer  | Defensa       | Borussia Dortmund   |
| 7  | Andreas Möller   | Mediocampista | Borussia Dortmund   |
| 8  | Mehmet Scholl    | Mediocampista | FC Bayern de Múnich |
| 9  | Fredi Bobic      | Delantero     | VFB Stuttgart       |
| 10 | Thomas Häßler    | Mediocampista | Karlsruher SC       |
| 11 | Stefan Kuntz     | Delantero     | Beşiktaş JK         |
| 12 | Oliver Kahn      | Portero       | FC Bayern de Múnich |
| 13 | Mario Basler     | Mediocampista | Werder Bremen       |
| 14 | Markus Babbel    | Defensa       | FC Bayern de Múnich |
| 15 | Jürgen Kohler    | Defensa       | Borussia Dortmund   |
| 16 | René Schneider   | Defensa       | Hansa Rostock       |
| 17 | Christian Ziege  | Mediocampista | FC Bayern de Múnich |
| 18 | Jürgen Klinsmann | Delantero     | FC Bayern de Múnich |
| 19 | Thomas Strunz    | Mediocampista | FC Bayern de Múnich |
| 20 | Oliver Bierhoff  | Delantero     | Udinese             |
| 21 | Dieter Eilts     | Mediocampista | Werder Bremen       |
| 22 | Oliver Reck      | Portero       | Werder Bremen       |
| DT | Berti Vogts      |               |                     |

## Participación

### Grupo C
| Equipo          | Pts | PJ | PG | PE | PP | GF | GC | Dif |
| --------------- | --- | -- | -- | -- | -- | -- | -- | --- |
| Alemania        | 7   | 3  | 2  | 1  | 0  | 5  | 0  | 5   |
| República Checa | 4   | 3  | 1  | 1  | 1  | 5  | 6  | -1  |
| Italia          | 4   | 3  | 1  | 1  | 1  | 3  | 3  | 0   |
| Rusia           | 1   | 3  | 0  | 1  | 2  | 4  | 8  | -4  |

| 9 de junio de 1996, 17:00 | Alemania               | 2:0 (2:0) | República Checa | Old Trafford, Mánchester                                  |                                                           |
|                           | Ziege 26' · Möller 32' | Reporte   |                 | Asistencia: 38 000 espectadores Árbitro(s): David Elleray | Asistencia: 38 000 espectadores Árbitro(s): David Elleray |

| 16 de junio de 1996, 15:00 | Rusia | 0:3 (0:0) | Alemania                        | Old Trafford, Mánchester                                       |                                                                |
|                            |       | Reporte   | Sammer 56' · Klinsmann 77', 90' | Asistencia: 51 000 espectadores Árbitro(s): Kim Milton Nielsen | Asistencia: 51 000 espectadores Árbitro(s): Kim Milton Nielsen |

| 19 de junio de 1996, 19:30 | Italia | 0:0     | Alemania | Old Trafford, Mánchester                                 |                                                          |
|                            |        | Reporte |          | Asistencia: 54 000 espectadores Árbitro(s): Guy Goethals | Asistencia: 54 000 espectadores Árbitro(s): Guy Goethals |

### Cuartos de final
| 23 de junio de 1996, 15:00 | Alemania                          | 2:1 (1:0) | Croacia   | Old Trafford, Mánchester                                 |                                                          |
|                            | Klinsmann 20' (pen.) · Sammer 59' | Reporte   | Šuker 51' | Asistencia: 44 000 espectadores Árbitro(s): Leif Sundell | Asistencia: 44 000 espectadores Árbitro(s): Leif Sundell |

### Semifinales
| 26 de junio de 1996, 19:30 | Inglaterra                                                    | 1:1 (1:1) (t. s.)(5:6 p.)  | Alemania                                          | Estadio de Wembley, Londres                             |                                                         |
|                            | Shearer 3'                                                    | Reporte                    | Kuntz 16'                                         | Asistencia: 77 000 espectadores Árbitro(s): Sandor Puhl | Asistencia: 77 000 espectadores Árbitro(s): Sandor Puhl |
|                            |                                                               | Tiros desde el punto penal |                                                   |                                                         |                                                         |
|                            | Shearer · Platt · Pearce · Gascoigne · Sheringham · Southgate |                            | Häßler · Strunz · Reuter · Ziege · Kuntz · Möller |                                                         |                                                         |

### Final
| 30 de junio de 1996, 19:00 | Alemania         | 2:1 (0:0) | República Checa   | Estadio de Wembley, Londres                                    |                                                                |
|                            | Bierhoff 73' 95' | Reporte   | Berger 59' (pen.) | Asistencia: 73 611 espectadores Árbitro(s): Pierluigi Pairetto | Asistencia: 73 611 espectadores Árbitro(s): Pierluigi Pairetto |

| Bandera de Alemania |
| Campeón Alemania    |
| Tercer título       |

## Estadísticas

### Tabla de estadísticas
| Equipo | Equipo          | Pts | PJ | PG | PE | PP | GF | GC | Dif | Rend  |
| ------ | --------------- | --- | -- | -- | -- | -- | -- | -- | --- | ----- |
| 1      | Alemania        | 14  | 6  | 4  | 2  | 0  | 10 | 3  | 7   | 77,8% |
| 2      | República Checa | 8   | 6  | 2  | 2  | 2  | 7  | 8  | -1  | 44,4% |
| 3      | Inglaterra      | 9   | 5  | 2  | 3  | 0  | 8  | 3  | +5  | 60,0% |

### Goleadores
| Jugador          | Goles | PJ | Minuto |
| Jürgen Klinsmann | 3     | 6  | 314'   |
| ---------------- | ----- | -- | ------ |
| Oliver Bierhoff  | 2     | 3  | 128'   |
| Matthias Sammer  | 2     | 6  | 575'   |
| Stefan Kuntz     | 1     | 5  | 347'   |
| Andreas Möller   | 1     | 5  | 476'   |
| Christian Ziege  | 1     | 6  | 575'   |